# Arminia Bielefeld/Saison 1951/52
Dieser Artikel beschreibt den Verlauf der Saison 1951/52 von Arminia Bielefeld. Arminia Bielefeld trat in der Saison in der Gruppe I der seinerzeit zweitklassigen II. Division West an und wurde Vierter. Damit schaffte die Mannschaft die Qualifikation für die ab 1952 eingleisige II. Division West. Im Westdeutschen Pokal erreichte die Mannschaft dritte Runde. Der DFB-Pokal wurde erst 1952 wieder eingeführt. Trainiert wurde die Mannschaft von Hellmut Meidt.

## Personalien

### Kader
Die Spieler werden nach ihren Positionen in alphabetischer Reihenfolge genannt. Die Zahlen in Klammern nennen die Anzahl der Einsätze und Tore in der II. Division West. Daten über Einsätze und Tore im Westdeutschen Pokal liegen nicht vor.
| Heinz Ebke (27 / 0)          |
| Heinrich Giesselmann (3 / 0) |

| Karl-Heinz Edler (25 / 2)  |
| Herbert Kordfunke (26 / 2) |
| Willi Nolting (14 / 0)     |
| Günther Stolte (1 / 0)     |

| Horst Dumke (30 / 1)   |
| Heinz Kindel (30 / 0)  |
| Josef Pernutz (16 / 0) |
| Kurt Zentner (27 / 2)  |

| Leo Baum (26 / 11)       |
| Horst Berning (9 / 6)    |
| Engelbert Fabian (1 / 0) |
| Karl Link (16 / 2)       |
| Herbert Seißler (19 / 3) |
| Hans Thielhorn (22 / 3)  |

## Saison
Alle Ergebnisse aus Sicht von Arminia Bielefeld. Grün unterlegte Ergebnisse kennzeichnen einen Sieg, rot unterlegte eine Niederlage und gelb unterlegte ein Unentschieden.

### II. Division West
| Runde | Datum              | Gegner                    | Ort      | Ergebnis |
| ----- | ------------------ | ------------------------- | -------- | -------- |
| 1     | 19. August 1951    | TSV Detmold               | Auswärts | 1:1      |
| 2     | 26. August 1951    | Eintracht Gelsenkirchen   | Heim     | 4:0      |
| 3     | 2. September 1951  | SpVgg Röhlinghausen       | Auswärts | 1:1      |
| 4     | 9. September 1951  | spielfrei                 | –        | –:–      |
| 5     | 16. September 1951 | Rot-Weiß Oberhausen       | Heim     | 2:0      |
| 6     | 30. September 1951 | Hombrucher FV 09          | Auswärts | 1:1      |
| 7     | 7. Oktober 1951    | SpVgg Herten              | Heim     | 1:1      |
| 8     | 21. Oktober 1951   | VfB Bottrop               | Auswärts | 0:0      |
| 9     | 28. Oktober 1951   | Westfalia Herne           | Heim     | 3:2      |
| 10    | 4. November 1951   | TuS Essen-West            | Auswärts | 1:0      |
| 11    | 11. November 1951  | Duisburger FV 08          | Heim     | 1:2      |
| 12    | 18. November 1951  | Sportfreunde Wanne-Eickel | Auswärts | 1:2      |
| 13    | 25. November 1951  | VfB 03 Bielefeld          | Heim     | 3:1      |
| 14    | 2. Dezember 1951   | SG Wattenscheid 09        | Auswärts | 1:4      |
| 15    | 9. Dezember 1951   | VfL Bochum                | Heim     | 2:1      |
| 16    | 16. Dezember 1951  | SV Sodingen               | Auswärts | 0:3      |
| 17    | 23. Dezember 1951  | SSV Hagen                 | Heim     | 2:0      |
| 18    | 30. Dezember 1951  | TSV Detmold               | Heim     | 5:2      |
| 19    | 6. Januar 1952     | Eintracht Gelsenkirchen   | Auswärts | 2:3      |
| 20    | 13. Januar 1952    | SpVgg Röhlinghausen       | Heim     | 1:0      |
| 21    | 20. Januar 1952    | spielfrei                 | –        | –:–      |
| 22    | 27. Januar 1952    | Rot-Weiß Oberhausen       | Auswärts | 0:1      |
| 23    | 3. Februar 1952    | Hombrucher FV 09          | Heim     | 7:0      |
| 24    | 10. Februar 1952   | SpVgg Herten              | Auswärts | 1:2      |
| 25    | 17. Februar 1952   | VfB Bottrop               | Heim     | 1:0      |
| 26    | 2. März 1952       | Westfalia Herne           | Auswärts | 0:2      |
| 27    | 9. März 1952       | TuS Essen-West            | Heim     | 2:1      |
| 28    | 16. März 1952      | Duisburger FV 08          | Auswärts | 0:4      |
| 29    | 23. März 1952      | Sportfreunde Wanne-Eickel | Heim     | 3:0      |
| 30    | 30. März 1952      | VfB 03 Bielefeld          | Auswärts | 1:0      |
| 31    | 6. April 1952      | SG Wattenscheid 09        | Heim     | 4:1      |
| 32    | 20. April 1952     | VfL Bochum                | Auswärts | 1:3      |
| 33    | 27. April 1952     | SV Sodingen               | Heim     | 0:0      |
| 34    | 4. Mai 1952        | SSV Hagen                 | Auswärts | 1:2      |

### Westdeutscher Pokal
| Runde | Datum          | Gegner           | Ort      | Ergebnis |
| ----- | -------------- | ---------------- | -------- | -------- |
| 1     | 15. April 1951 | VfJ 08 Paderborn | Auswärts | 1:0      |
| 2     | 20. Mai 1951   | TSV Detmold      | Heim     | 4:1      |
| 3     | 3. Juni 1951   | Hombrucher FV 09 | Auswärts | –:– 3    |
| AF    | 10. Juni 1951  | Hombrucher FV 09 | Auswärts | 0:X 4    |

## Zuschauer
Arminia Bielefeld konnte bei den 15 Heimspielen insgesamt 104.000 Zuschauer begrüßen, was einem Schnitt von 6500 entsprach. Damit belegten die Bielefelder Platz vier in der Zuschauertabelle. Die höchste Zuschauerzahl mit 10.000 wurde beim Spiel gegen Rot-Weiß Oberhausen erzielt. Dagegen wollten nur 4000 Zuschauer die Spiel gegen den SSV Hagen bzw. Sportfreunde Wanne-Eickel sehen.